# 梁劍豪
梁劍豪，香港資深編劇，1983年加入香港亞洲電視任職編劇，1986年升任編審。1989年加入無綫電視至約於2005年轉為資料搜集員及後離職並退休。退休後鑽研風水命理並有開班教授。
梁劍豪1990年代初曾跟隨陳振聰，林國雄，朱鵲橋等習術數，2009年為龔如心遺產案出庭作供。

## 電視劇 (亞洲電視)
- 1984年《雲海玉弓緣》
- 1984年《神相李布衣》
- 1985年《靈界邊緣人》
- 1986年《越女劍》
- 1986年《秦始皇》
- 1986年《白髮魔女傳》
- 1986年《時光倒流七十年》
- 1987年《包公》
- 1987年《怒火青春》
- 1987年《成吉思汗》
- 1988年《滿清十三皇朝》
- 1989年《千面俏嬌娃》
- 1989年《龍鳳喜迎春》

### 電視電影（亞洲電視）
- 1988年：李清照
- 1988年：丈夫離家出走了
- 1988年：心靈兇手

## 電視劇 (無綫電視)
- 1990年《大唐名捕》
- 1991年《日月神劍》
- 1992年《人·鬼·狐》
- 1992年《水滸英雄傳》
- 1993年《武尊少林》
- 1993年《梟情》
- 1994年《孤星劍》
- 1994年《新重案傳真》
- 1996年《隋唐群英會》
- 1997年《大刺客》
- 1997年《大鬧廣昌隆》
- 1998年《聊齋 (貳)》
- 1999年《全院滿座》
- 1999年《衝上人間》
- 2001年《南龍北鳳》
- 2001年《蕭十一郎》
- 2002年《異靈靈異》
- 2003年《帝女花》
- 2003年《西關大少》

## 外部連結
- 退休編劇負責寫講義 （页面存档备份，存于）